# 戦場よさらば

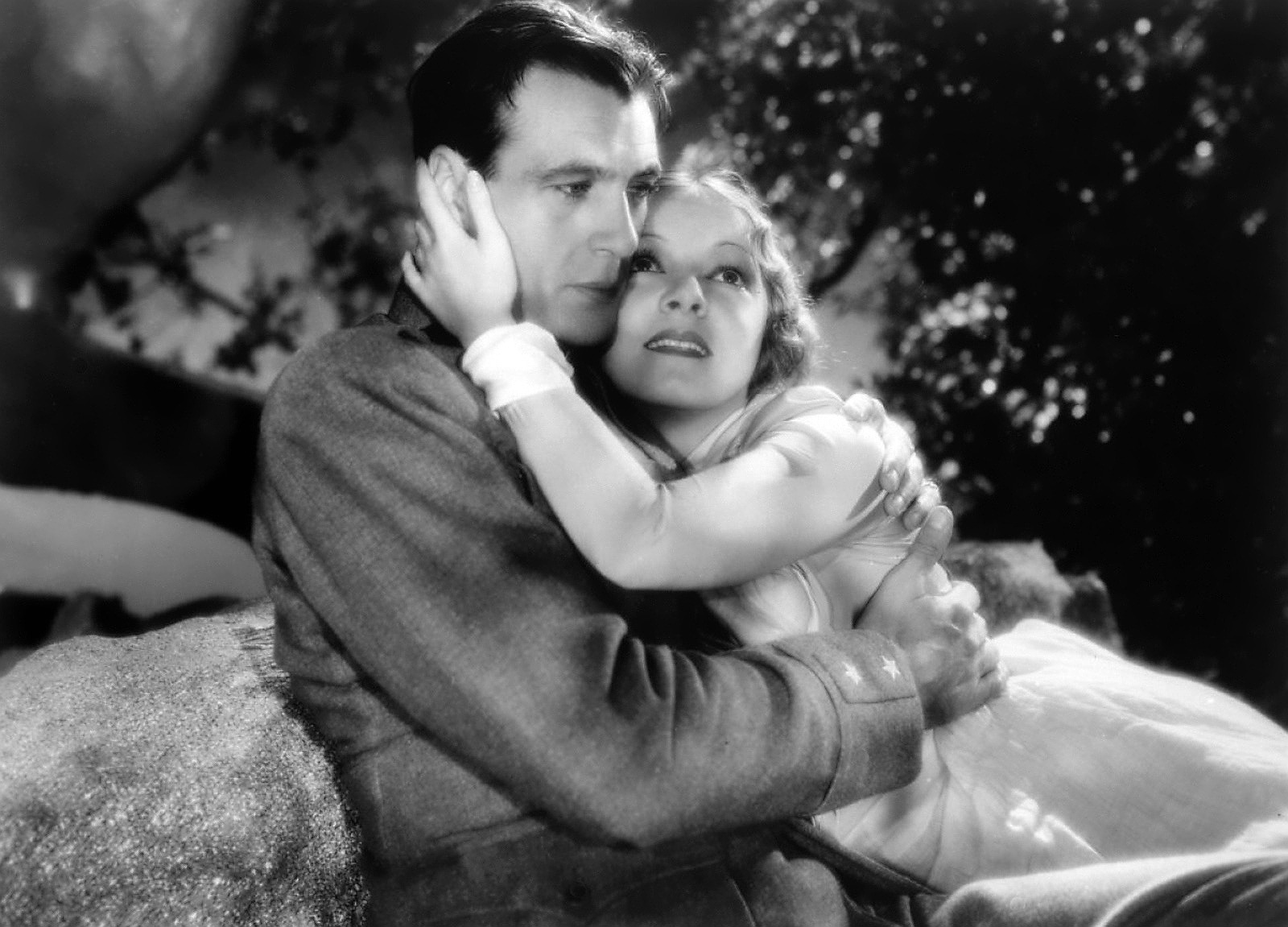
ゲイリー・クーパーとヘレン・ヘイズ

『戦場よさらば』（せんじょうよさらば、原題：A Farewell to Arms）は、1932年のアメリカ合衆国の恋愛映画。監督はフランク・ボーゼイジ、出演はゲイリー・クーパーとヘレン・ヘイズなど。原作はアーネスト・ヘミングウェイの小説『武器よさらば』。日本版DVDが発売された際には原作と同じ『武器よさらば』のタイトルとなっている。
1957年にチャールズ・ヴィダー監督、ロック・ハドソン、ジェニファー・ジョーンズ主演で『武器よさらば』としてリメイクされている。

## ストーリー
第一次世界大戦中、イタリア軍に従軍していたフレデリック・ヘンリーは、リナルディ大佐に看護婦のキャサリン・バークレイを紹介される。2人は互いにひかれあい、ヘンリーが負傷してミラノの病院に運び込まれると、2人の愛は決定的なものとなる。容体が回復したヘンリーは再び戦地へ送り込まれるが、キャサリンは少しでもヘンリーの近くにいようとスイスに身を寄せ、そこから毎日ヘンリーに手紙を書く。その頃、キャサリンはヘンリーの子を身ごもっていた。しかし、女にうつつを抜かしていると思ったリナルディ大佐は、キャサリンから来た手紙を送り返してしまう。ヘンリーはキャサリンから手紙が来ないことをいぶかって軍を脱走してミラノに向かう。一方で、キャサリンは滞在先のホテルで送り返されてきた手紙の山を見て失神してしまう。2人の愛が本物であると悟ったリナルディ大佐は、ヘンリーにキャサリンがスイスにいることを教える。やっとのことでキャサリンのかつぎこまれた病院に辿り着くと、お腹の子はすでに死に、キャサリンも瀕死の状態だった。ヘンリーはキャサリンに永遠の愛を誓うが、それもむなしくキャサリンはヘンリーの腕の中で息を引き取る。その瞬間に、終戦を告げる鐘が鳴り響く。夜が明けて、朝日の中でヘンリーはキャサリンを抱き上げる。

## キャスト
- キャサリン・バークレイ：ヘレン・ヘイズ - 従軍看護婦。
- フレデリック・ヘンリー中尉：ゲイリー・クーパー - イタリア軍に志願したアメリカ人。
- リナルディ少佐：アドルフ・マンジュー - イタリア人軍医。
- ヘレン・ファーガソン：メアリー・フィリップス（英語版）
- 神父：ジャック・ラ・ルー（英語版）

## 作品の評価

### 映画批評家によるレビュー
Rotten Tomatoesによれば、16件の評論のうち高評価は94%にあたる15件で、平均点は10点満点中7.9点となっている。

### 受賞歴
| 映画祭・賞   | 部門   | 候補                                        | 結果       |
| ------------ | ------ | ------------------------------------------- | ---------- |
| アカデミー賞 | 作品賞 |                                             | ノミネート |
| アカデミー賞 | 撮影賞 | チャールズ・ラング                          | 受賞       |
| アカデミー賞 | 美術賞 | ハンス・ドレイエル ローランド・アンダーソン | ノミネート |
| アカデミー賞 | 録音賞 | フランクリン・ハンセン                      | 受賞       |